# Eric Luter
Eric Luter (* 3. Februar 1953 in Saint-Mandé) ist ein französischer Musiker (Trompete und Gesang) des traditionellen Jazz.

## Leben und Wirken
Luter ist der Sohn des Klarinettisten Claude Luter. Zunächst spielte er Banjo in einer Band, der auch Olivier Franc und Daniel Huck angehörten; gleichzeitig studierte er Trompete bei Robert Pichereau (1918–1999). Während der 1980er Jahre gehörte er der Cyril Jazz Band an, in der er New Orleans Jazz spielte. Dann gründete er das Ensemble Triocéphale, mit der er in den 1990er Jahren Swingsongs in der Tradition von Charles Trénet, Henri Salvador und Boris Vian interpretierte und vier Alben veröffentlichte. Außerdem nahm er mit seinem Eric Luter Swing Quartet als Crooner die CDs Sometimes I am Happy und Smile mit Jazzstandards auf. Mit dem Pianisten Olivier Lancelot gehörte er auch zur Charles Prévost Washboard Group, mit der die Alben Roses of Picardie und Washboard Wiggles entstanden.
Im Jahr 2001 trat er in das Orchester seines Vaters ein, das er nach dessen Tod 2006 weiterführte. 2011 spielte er mit dem Klarinettisten und Arrangeur Renaud Perrais ein Album ein, auf dem die Kompositionen seines Vaters im Stil von Duke Ellington dargeboten werden (More Time Papa Orchestra joue Claude Luter). Er tritt regelmäßig in Pariser Jazzclubs wie dem Le Caveau de la Huchette auf und spielte auf zahlreichen Festivals in Frankreich und im europäischen Ausland.